# Prise d'Oujda (1647)
Conflits entre la régence d'Alger et les dynasties chérifiennes
Batailles
La prise d'Oujda de 1647 oppose les forces chérifiennes menées par le chérif alaouite Moulay Mohammed, aux Turcs d'Alger. Elle entraine la capture de la ville par les émirs alaouites du Tafilalet, alors force politique en expansion au Maghreb al Aqsa. 

## Déroulement
À la suite du sac de Sijilmassa, puis de sa défaite face aux Dilaïtes à Fès, Moulay Mohammed décide de porter son regard vers les régions soumises aux Turcs. 
Vers 1647, il pénètre dans la région de la Haute Moulouya, et atteint la plaine de l'Angad. Il soumet les tribus arabes Angad et Ahlaf. Avec leur soutien, il razzie, pille, puis soumet les Beni Snassen, alors sous domination turque. À son retour chargé de butins, il s'arrête devant Oujda, occupée par les Ottomans. Avec le soutien d'une partie de la population défavorable aux Turcs, Moulay Mohammed l'attaque et s'en empare, puis y chasse tous les pro-Turcs de la ville.
À la suite de cette prise et de la campagne de l'Oranie de 1647, la frontière entre les Alaouites, basés à Sijilmassa et les Turcs d'Alger s'établit à la Tafna pour un temps.

## Sources

### Sources bibliographiques
1. ↑  Castries 1911, p. 580
2. ↑  al-Nasiri 1906, p. 25
3. 1 2 3 4  Documents pour servir à l'étude du Nord Ouest africain 1894, p. 13
4. ↑  al-Nasiri 1906, p. 27

#### Francophone
- Ahmed ben Khâled Ennâsiri Esslâoui. (trad. de l'arabe par Eugène Fumet), Kitâb Elistiqsâ li-Akhbâri doual Elmâgrib Elaqsâ [« Le livre de la recherche approfondie des événements des dynasties de l'extrême Magrib »], vol. IX : Chronique de la dynastie alaouie au Maroc, Paris, Ernest Leroux, coll. « Archives marocaines », 1906 (1re éd. 1894 – en arabe) (lire en ligne)
- Maximilien Antoine Cyprien Henri Poisson de La Martinière, Napoléon Lacroix, Documents pour servir à l'étude du Nord Ouest africain, Gouvernement général de l'Algérie, Service des affaires indigènes, 1894, 1143 p. (lire en ligne)
- Henry de Castries, Les sources inédites de l'histoire du Maroc. Archives et bibliothèques de France. Tome III., E. Leroux, 1911, 771 p. (lire en ligne)

#### Anglophone
- (en) Patricia Ann Mercer, Political and military developments within Morocco during the early Alawi Period (1659-1727), British Thesis Service L'Harmattan, 1974, 353 p. (lire en ligne)